# Liste der Nummer-eins-Hits in Bulgarien (2025)
Diese Liste der Nummer-eins-Hits basiert auf den offiziellen Chartlisten (Българският топ 10 / Световният топ 10) von Prophon, der bulgarischen Musikverwertungsgesellschaft, im Jahr 2025.

## Singles
| ← 2024 ← | Liste der Nummer-eins-Hits in Bulgarien (Световният топ 10 (international)) | Liste der Nummer-eins-Hits in Bulgarien (Световният топ 10 (international)) | Liste der Nummer-eins-Hits in Bulgarien (Световният топ 10 (international)) |                           |
| \| Zeitraum \| Wo. ges. \| Interpret \| Titel Autor(en) \| Zusätzliche Informationen \| \| (Zeitraum, Wochen auf Platz eins, Interpret, Titel, Autor[en], zusätzliche Informationen) \| \| \| \| \| \| ----------------------------------------------------------------------------------------- \| -------- \| -------------------------------------- \| ------------------------------------------------------------------------------------------------------------------------------------------------------------------------------------------------------------------------------------------ \| ------------------------- \| \| 27. Dezember 2024 – 30. Januar 2025 5 Wochen (insgesamt 12) \| 12 \| Rosé feat. Bruno Mars \| Apt. Theron Makiel Thomas, Philip Martin Lawrence II, Michael Donald Chapman, Peter Gene Hernandez, Christopher Steven Brown, Rogét Lufti Chahayed, Park Chae-young, Nicholas Barry Chinn, Omer Fedi, Henry Russell Walter, Amy Rose Allen \| – \| \| 31. Januar 2025 – 13. Februar 2025 2 Wochen (insgesamt 4) \| 4 \| Teddy Swims \| Bad Dreams Rocky Hyatt Block, Jaten Collin Dimsdale, John Henry Ryan II, Julian Collin Bunetta, John Stephen Sudduth, Sarah Alison Solovay, Matthew David Zara \| – \| \| 14. Februar 2025 – 3. April 2025 7 Wochen (insgesamt 12) \| 12 \| Rosé feat. Bruno Mars \| Apt. Theron Makiel Thomas, Philip Martin Lawrence II, Michael Donald Chapman, Peter Gene Hernandez, Christopher Steven Brown, Rogét Lufti Chahayed, Park Chae-young, Nicholas Barry Chinn, Omer Fedi, Henry Russell Walter, Amy Rose Allen \| – \| \| 4. April 2025 – 8. Mai 2025 5 Wochen (insgesamt 6) \| 6 \| Doechii \| Anxiety Jaylah Ji’mya Hickmon, Walter Andre E. De Backer, Luiz Floriano Bonfá \| – \| \| 9. Mai 2025 – 26. Juni 2025 7 Wochen (insgesamt 12) \| 12 \| Ed Sheeran \| Azizam Edward Christopher Sheeran, Savan Harish Kotecha, Johnny McDaid, Elton Farokh Ahi, Shahyar Ghanbari, Ilya Salmanzadeh \| – \| \| 27. Juni 2025 – 3. Juli 2025 1 Woche (insgesamt 6) \| 6 \| Doechii \| Anxiety Jaylah Ji’mya Hickmon, Walter Andre E. De Backer, Luiz Floriano Bonfá \| – \| \| 4. Juli 2025 – 7. August 2025 5 Wochen (insgesamt 12) \| 12 \| Ed Sheeran \| Azizam Edward Christopher Sheeran, Savan Harish Kotecha, Johnny McDaid, Elton Farokh Ahi, Shahyar Ghanbari, Ilya Salmanzadeh \| – \| \| 8. August 2025 – 14. August 2025 1 Woche \| 1 \| Calvin Harris feat. Clementine Douglas \| Blessings Clementine Maria Josephine Douglas, Adam Richard Wiles \| – \| |                                                                             |                                                                             | |                           |
| ← 2024 |                                                                             |                                                                             | |                           |
| Zeitraum | Wo. ges.                                                                    | Interpret                                                                   | Titel Autor(en) | Zusätzliche Informationen |
| (Zeitraum, Wochen auf Platz eins, Interpret, Titel, Autor[en], zusätzliche Informationen) |                                                                             |                                                                             | |                           |
| 27. Dezember 2024 – 30. Januar 2025 5 Wochen (insgesamt 12) | 12                                                                          | Rosé feat. Bruno Mars                                                       | Apt. Theron Makiel Thomas, Philip Martin Lawrence II, Michael Donald Chapman, Peter Gene Hernandez, Christopher Steven Brown, Rogét Lufti Chahayed, Park Chae-young, Nicholas Barry Chinn, Omer Fedi, Henry Russell Walter, Amy Rose Allen | –                         |
| 31. Januar 2025 – 13. Februar 2025 2 Wochen (insgesamt 4) | 4                                                                           | Teddy Swims                                                                 | Bad Dreams Rocky Hyatt Block, Jaten Collin Dimsdale, John Henry Ryan II, Julian Collin Bunetta, John Stephen Sudduth, Sarah Alison Solovay, Matthew David Zara                                                                             | –                         |
| 14. Februar 2025 – 3. April 2025 7 Wochen (insgesamt 12) | 12                                                                          | Rosé feat. Bruno Mars                                                       | Apt. Theron Makiel Thomas, Philip Martin Lawrence II, Michael Donald Chapman, Peter Gene Hernandez, Christopher Steven Brown, Rogét Lufti Chahayed, Park Chae-young, Nicholas Barry Chinn, Omer Fedi, Henry Russell Walter, Amy Rose Allen | –                         |
| 4. April 2025 – 8. Mai 2025 5 Wochen (insgesamt 6) | 6                                                                           | Doechii                                                                     | Anxiety Jaylah Ji’mya Hickmon, Walter Andre E. De Backer, Luiz Floriano Bonfá | –                         |
| 9. Mai 2025 – 26. Juni 2025 7 Wochen (insgesamt 12) | 12                                                                          | Ed Sheeran                                                                  | Azizam Edward Christopher Sheeran, Savan Harish Kotecha, Johnny McDaid, Elton Farokh Ahi, Shahyar Ghanbari, Ilya Salmanzadeh | –                         |
| 27. Juni 2025 – 3. Juli 2025 1 Woche (insgesamt 6) | 6                                                                           | Doechii                                                                     | Anxiety Jaylah Ji’mya Hickmon, Walter Andre E. De Backer, Luiz Floriano Bonfá | –                         |
| 4. Juli 2025 – 7. August 2025 5 Wochen (insgesamt 12) | 12                                                                          | Ed Sheeran                                                                  | Azizam Edward Christopher Sheeran, Savan Harish Kotecha, Johnny McDaid, Elton Farokh Ahi, Shahyar Ghanbari, Ilya Salmanzadeh | –                         |
| 8. August 2025 – 14. August 2025 1 Woche | 1                                                                           | Calvin Harris feat. Clementine Douglas                                      | Blessings Clementine Maria Josephine Douglas, Adam Richard Wiles | –                         |

| ← 2024 ← | Liste der Nummer-eins-Hits in Bulgarien (Българският ТОП 10 (national)) | Liste der Nummer-eins-Hits in Bulgarien (Българският ТОП 10 (national)) | Liste der Nummer-eins-Hits in Bulgarien (Българският ТОП 10 (national))                                                                       |                           |
| \| Zeitraum \| Wo. ges. \| Interpret \| Titel Autor(en) \| Zusätzliche Informationen \| \| (Zeitraum, Wochen auf Platz eins, Interpret, Titel, Autor[en], zusätzliche Informationen) \| \| \| \| \| \| ----------------------------------------------------------------------------------------- \| -------- \| ------------------------------------------------- \| --------------------------------------------------------------------------------------------------------------------------------------------- \| ------------------------- \| \| 29. November 2024 – 16. Januar 2025 7 Wochen \| 7 \| Rushi Руши \| Vylk Вълк Denis Popstoev, Dimitar Ganchev, Julian Yanev, Rushen Vidinliev \| – \| \| 17. Januar 2025 – 6. März 2025 7 Wochen \| 7 \| Elizabet \| Nostalgia Носталгия Elizabet Zaharieva, Veniamin Dimitrov, Angel Prodanov \| – \| \| 7. März 2025 – 20. März 2025 2 Wochen (insgesamt 7) \| 7 \| Tino & Vall Тино & Валл \| Vechnost ili Вечност или Kiril Hadzhiev, Valeria Voykova \| – \| \| 21. März 2025 – 27. März 2025 1 Woche (insgesamt 2) \| 2 \| Grafa feat. Dara Ekimova Графа feat. Дара Екимова \| Nito mig Нито миг Dara Dimitrova Ekimova, Vladimir Kirilov Grafa Ampov \| – \| \| 28. März 2025 – 3. April 2025 1 Woche (insgesamt 7) \| 7 \| Tino & Vall Тино & Валл \| Vechnost ili Вечност или Kiril Hadzhiev, Valeria Voykova \| – \| \| 4. April 2025 – 10. April 2025 1 Woche (insgesamt 2) \| 2 \| Grafa feat. Dara Ekimova Графа feat. Дара Екимова \| Nito mig Нито миг Dara Dimitrova Ekimova, Vladimir Kirilov Grafa Ampov \| – \| \| 11. April 2025 – 24. April 2025 2 Wochen (insgesamt 7) \| 7 \| Tino & Vall Тино & Валл \| Vechnost ili Вечност или Kiril Hadzhiev, Valeria Voykova \| – \| \| 25. April 2025 – 1. Mai 2025 1 Woche (insgesamt 6) \| 6 \| Veniamin & Eva Lea Вениамин и Eva Lea \| Kak da spra da te obicham Как да спра да те обичам Angel Prodanov, Eva Lyubomirova Parmakova, Pancho Karamanski, Veniamin Dimitrov \| – \| \| 2. Mai 2025 – 15. Mai 2025 2 Wochen (insgesamt 7) \| 7 \| Tino & Vall Тино & Валл \| Vechnost ili Вечност или Kiril Hadzhiev, Valeria Voykova \| – \| \| 16. Mai 2025 – 19. Juni 2025 5 Wochen (insgesamt 6) \| 6 \| Veniamin & Eva Lea Вениамин и Eva Lea \| Kak da spra da te obicham Как да спра да те обичам Angel Prodanov, Eva Lyubomirova Parmakova, Pancho Karamanski, Veniamin Dimitrov \| – \| \| 20. Juni 2025 – 3. Juli 2025 2 Wochen (insgesamt 6) \| 6 \| Robi & Tino Роби & Тино \| Naley Налей Roberto Nikolov, Kiril Hadzhiev \| – \| \| 4. Juli 2025 – 10. Juli 2025 1 Woche (insgesamt 2) \| 2 \| Dara Дара \| Nishto poveche Нищо повече Anne Judith Stokke Wik, Dara Dimitrova Ekimova, Darina Nikolaeva Yotova, Martin K. Kleveland, Vasko Vasilev Ivanov \| – \| \| 11. Juli 2025 – 17. Juli 2025 1 Woche (insgesamt 6) \| 6 \| Robi & Tino Роби & Тино \| Naley Налей Roberto Nikolov, Kiril Hadzhiev \| – \| \| 18. Juli 2025 – 24. Juli 2025 1 Woche (insgesamt 2) \| 2 \| Dara Дара \| Nishto poveche Нищо повече Anne Judith Stokke Wik, Dara Dimitrova Ekimova, Darina Nikolaeva Yotova, Martin K. Kleveland, Vasko Vasilev Ivanov \| – \| \| 25. Juli 2025 – 14. August 2025 3 Wochen (insgesamt 6) \| 6 \| Robi & Tino Роби & Тино \| Naley Налей Roberto Nikolov, Kiril Hadzhiev \| – \| |                                                                         |                                                                         | |                           |
| ← 2024 |                                                                         |                                                                         | |                           |
| Zeitraum | Wo. ges.                                                                | Interpret                                                               | Titel Autor(en) | Zusätzliche Informationen |
| (Zeitraum, Wochen auf Platz eins, Interpret, Titel, Autor[en], zusätzliche Informationen) |                                                                         |                                                                         | |                           |
| 29. November 2024 – 16. Januar 2025 7 Wochen | 7                                                                       | Rushi Руши                                                              | Vylk Вълк Denis Popstoev, Dimitar Ganchev, Julian Yanev, Rushen Vidinliev                                                                     | –                         |
| 17. Januar 2025 – 6. März 2025 7 Wochen | 7                                                                       | Elizabet                                                                | Nostalgia Носталгия Elizabet Zaharieva, Veniamin Dimitrov, Angel Prodanov                                                                     | –                         |
| 7. März 2025 – 20. März 2025 2 Wochen (insgesamt 7) | 7                                                                       | Tino & Vall Тино & Валл                                                 | Vechnost ili Вечност или Kiril Hadzhiev, Valeria Voykova                                                                                      | –                         |
| 21. März 2025 – 27. März 2025 1 Woche (insgesamt 2) | 2                                                                       | Grafa feat. Dara Ekimova Графа feat. Дара Екимова                       | Nito mig Нито миг Dara Dimitrova Ekimova, Vladimir Kirilov Grafa Ampov                                                                        | –                         |
| 28. März 2025 – 3. April 2025 1 Woche (insgesamt 7) | 7                                                                       | Tino & Vall Тино & Валл                                                 | Vechnost ili Вечност или Kiril Hadzhiev, Valeria Voykova                                                                                      | –                         |
| 4. April 2025 – 10. April 2025 1 Woche (insgesamt 2) | 2                                                                       | Grafa feat. Dara Ekimova Графа feat. Дара Екимова                       | Nito mig Нито миг Dara Dimitrova Ekimova, Vladimir Kirilov Grafa Ampov                                                                        | –                         |
| 11. April 2025 – 24. April 2025 2 Wochen (insgesamt 7) | 7                                                                       | Tino & Vall Тино & Валл                                                 | Vechnost ili Вечност или Kiril Hadzhiev, Valeria Voykova                                                                                      | –                         |
| 25. April 2025 – 1. Mai 2025 1 Woche (insgesamt 6) | 6                                                                       | Veniamin & Eva Lea Вениамин и Eva Lea                                   | Kak da spra da te obicham Как да спра да те обичам Angel Prodanov, Eva Lyubomirova Parmakova, Pancho Karamanski, Veniamin Dimitrov            | –                         |
| 2. Mai 2025 – 15. Mai 2025 2 Wochen (insgesamt 7) | 7                                                                       | Tino & Vall Тино & Валл                                                 | Vechnost ili Вечност или Kiril Hadzhiev, Valeria Voykova                                                                                      | –                         |
| 16. Mai 2025 – 19. Juni 2025 5 Wochen (insgesamt 6) | 6                                                                       | Veniamin & Eva Lea Вениамин и Eva Lea                                   | Kak da spra da te obicham Как да спра да те обичам Angel Prodanov, Eva Lyubomirova Parmakova, Pancho Karamanski, Veniamin Dimitrov            | –                         |
| 20. Juni 2025 – 3. Juli 2025 2 Wochen (insgesamt 6) | 6                                                                       | Robi & Tino Роби & Тино                                                 | Naley Налей Roberto Nikolov, Kiril Hadzhiev                                                                                                   | –                         |
| 4. Juli 2025 – 10. Juli 2025 1 Woche (insgesamt 2) | 2                                                                       | Dara Дара                                                               | Nishto poveche Нищо повече Anne Judith Stokke Wik, Dara Dimitrova Ekimova, Darina Nikolaeva Yotova, Martin K. Kleveland, Vasko Vasilev Ivanov | –                         |
| 11. Juli 2025 – 17. Juli 2025 1 Woche (insgesamt 6) | 6                                                                       | Robi & Tino Роби & Тино                                                 | Naley Налей Roberto Nikolov, Kiril Hadzhiev                                                                                                   | –                         |
| 18. Juli 2025 – 24. Juli 2025 1 Woche (insgesamt 2) | 2                                                                       | Dara Дара                                                               | Nishto poveche Нищо повече Anne Judith Stokke Wik, Dara Dimitrova Ekimova, Darina Nikolaeva Yotova, Martin K. Kleveland, Vasko Vasilev Ivanov | –                         |
| 25. Juli 2025 – 14. August 2025 3 Wochen (insgesamt 6) | 6                                                                       | Robi & Tino Роби & Тино                                                 | Naley Налей Roberto Nikolov, Kiril Hadzhiev                                                                                                   | –                         |